# Tanacetum armenum
Tanacetum armenum — вид рослин з родини айстрових (Asteraceae), поширений у західні Азії.

## Середовище проживання
Поширений на півдні, сході, центрі й півночі Анатолії — Туреччина; можливо, у Вірменії.